# Giełwany (gmina)
Giełwany – dawna gmina wiejska istniejąca na Wileńszczyźnie (obecnie na Litwie). Siedzibą władz gminy było miasteczko Giełwany.
Początkowo gmina należała do powiatu wileńskiego w guberni wileńskiej. 7 czerwca 1919 jednostka weszła w skład utworzonego pod Zarządem Cywilnym Ziem Wschodnich okręgu wileńskiego, przejętego 9 września 1920 przez Tymczasowy Zarząd Terenów Przyfrontowych i Etapowych. W 1919 roku była to najmniej ludna gmina powiatu wileńskiego (1 960 mieszkańców).
Po demarkacji granic Litwy Środkowej w 1920 roku jednostka weszła w skład Litwy Kowieńskiej; w 1922 roku nie została przyłączona do Polski.